# Dice: Komik w Las Vegas
Dice: Komik w Las Vegas (tytuł angielski Dice) – amerykański serial telewizyjny (sitcom) wyprodukowany przez Olé Productions, American Work Inc., Fox 21 Television Studios, Showtime oraz Warner Bros. Television. Pomysłodawcą serialu był Scot Armstrong.
Dice był emitowany od 10 kwietnia 2016 roku do 8 października 2017 roku przez Showtime.
W Polsce serial był udostępniany w usłudze +Seriale od 9 kwietnia 2017 roku.
30 stycznia 2018 roku, stacja Showtime ogłosiła zakończenie produkcji serialu po dwóch sezonach.

## Fabuła
Serial skupia się na  stand-uperze, Andrew Dice Clay, który chce odbudować swoją karierę w Las Vegas.

## Obsada

### Główna
- Andrew Dice Clay jako on sam
- Kevin Corrigan jako „Milkshake”[3]
- Natasha Leggero jako Carmen

## Odcinki
| Sezon | Sezon | Odcinki | Oryginalna emisja | Oryginalna emisja   | Oryginalna emisja | Oryginalna emisja   | Oryginalna emisja |
| Sezon | Sezon | Odcinki | Premiera sezonu   | Finał sezonu        | Premiera sezonu   | Finał sezonu        |                   |
| ----- | ----- | ------- | ----------------- | ------------------- | ----------------- | ------------------- | ----------------- |
|       | 1     | 6       | 10 kwietnia 2016  | 15 maja 2016        | 9 kwietnia 2017   | 14 maja 2017        |                   |
|       | 2     | 7       | 20 sierpnia 2017  | 8 października 2017 | 21 sierpnia 2017  | 9 października 2017 |                   |

### Sezon 1 (2016)
| Nr | # | Tytuł         | Reżyseria      | Scenariusz                                        | Premiera Showtime | Premiera Seriale+ |
| -- | - | ------------- | -------------- | ------------------------------------------------- | ----------------- | ----------------- |
| 1  | 1 | Elvis         | Scot Armstrong | Jackie Clarke                                     | 10 kwietnia 2016  | 9 kwietnia 2017   |
| 2  | 2 | Ego           | Jay Karas      | Brian Gatewood, Alessandro Tanaka                 | 17 kwietnia 2016  | 16 kwietnia 2017  |
| 3  | 3 | Prestige      | Scot Armstrong | Scot Armstrong, Brian Gatewood, Alessandro Tanaka | 24 kwietnia 2016  | 23 kwietnia 2017  |
| 4  | 4 | Alimony       | Scot Armstrong | Scot Armstrong                                    | 1 maja 2016       | 30 kwietnia 2017  |
| 5  | 5 | Sal Maldonado | Scot Armstrong | Brian Gatewood, Alessandro Tanaka                 | 8 maja 2016       | 7 maja 2017       |
| 6  | 6 | Six Grand     | Jay Karas      | Brian Gatewood, Alessandro Tanaka                 | 15 maja 2016      | 14 maja 2017      |

### Sezon 2 (2017)
| Nr | # | Tytuł                 | Reżyseria      | Scenariusz                        | Premiera Showtime   | Premiera Seriale+   |
| -- | - | --------------------- | -------------- | --------------------------------- | ------------------- | ------------------- |
| 7  | 1 | It's a Miserable Life | Scot Armstrong | Brian Gatewood, Alessandro Tanaka | 20 sierpnia 2017    | 21 sierpnia 2017    |
| 8  | 2 | Big Fan               | Scot Armstrong | Brian Gatewood, Alessandro Tanaka | 27 sierpnia 2017    | 28 sierpnia 2017    |
| 9  | 3 | No Bullshit           | Todd Biermann  | Sarah Afkami                      | 10 września 2017    | 11 września 2017    |
| 10 | 4 | The Twelve            | Todd Biermann  | Scot Armstrong                    | 17 września 2017    | 18 września 2017    |
| 11 | 5 | The Old Man           | Jay Karas      | Scot Armstrong                    | 24 września 2017    | 25 września 2017    |
| 12 | 6 | Fingerless            | Jay Karas      | Brian Gatewood, Alessandro Tanaka | 1 października 2017 | 2 października 2017 |
| 13 | 7 | The Trial             | Tamra Davis    | Scot Armstrong                    | 8 października 2017 | 9 października 2017 |

## Produkcja
22 marca 2015 roku, stacja Showtime ogłosiła zamówienie pierwszego sezon Dice. W październiku 2015 roku, do obsady dołączył: Kevin Corrigan.

22 września 2016 roku, stacja Showtime zamówiła drugi sezon serialu.